# Governo Nacional da República da China

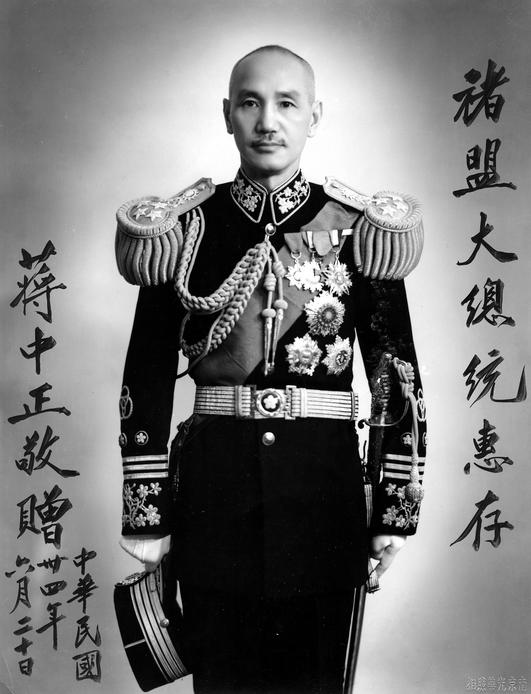
Chiang Kai-Shek, Presidente e principal líder do Governo Nacionalista em Nanquim.

Governo "Nacionalista", oficialmente Governo Nacional da República da China (chinês tradicional: 中華民國國民政府, pinyin: Zhōnghuá Mínguó Guómín Zhèngfǔ) refere-se ao governo da República da China controlado por Chiang Kai-shek, entre 1927 a 1948, após o Golpe de Wuhan e o expurgo contra a facção esquerda do Partido Nacionalista da China (KMT) e os comunistas do PCCh. O nome do governo deriva da tradução literal de Kuomintang como "Partido Nacionalista".
Após a eclosão da Era dos Senhores da guerra em 1916, o Partido Nacionalista organizou, em 1917, na cidade de Cantão (Guangzhou), a Junta de Proteção Constitucional que em 1921 virou o Governo da República da China em Guangzhou. Após a morte do líder nacionalista em 1925, Sun Yat-sen, o general Chiang Kai-Shek foi eleito como líder dos nacionalistas, o que irrompeu uma rivalidade entre as facções do Partido Nacionalista da China que se baseava na facção de direita, liderada pelo Generalíssimo Chiang Kai-shek e na de esquerda liderada por Wang Jingwei. Em Setembro de 1926, a cidade de Wuhan havia sido capturada pelos nacionalistas e a capital da República da China (controlada pelos nacionalistas, não confundir com o governo dos senhores da guerra, o Governo de Beiyang) foi movida de Guangzhou para lá; Após os eventos do Massacre de Xangai de 1927, Chiang Kai-shek foi forçado a renunciar e expulso do Partido Nacionalista; no entanto, Kai-shek ainda tinha em posse o Exército Nacional Revolucionário Chinês, então em Dezembro de 1927, ainda seguindo com a expedição, ele capturou a cidade de Nanquim e criou um governo rival, que foi o Governo Nacional da República da China, para se contra por ao Governo Nacional de Wuhan, liderado pela facção esquerda do KMT e apoiado pelos comunistas do PCCh. Seguindo o Golpe de Wuhan, o governo de esquerda foi dissolvido e os comunistas por não terem mais um aliado decidiram se revoltar em 1ª Agosto de 1927, gerando a Revolta de Nanchang e dando um breve inicio a Guerra Civil Chinesa. Segundo a historiografia local, o Governo Nacional é desfeito entre 1947 e 1948, a partir do momento em que o Unipartidarismo se torna um Sistema de partido dominante, a politica de Dang Guo é desfeita e a Constituição da República da China é aplicada.